# Assedio di Venlo (1586)
L’assedio di Venlo del 1586 (o presa di Venlo), fu un assedio che si svolse il 28 giugno del 1586 presso la città di Venlo (attuali Paesi Bassi) nel corso della guerra degli ottant'anni.
Lo scontro vide contrapporsi le truppe spagnole al comando del governatore generale principe Alessandro Farnese e la guarnigione olandese della città di Venlo col supporto delle truppe aggiuntive al comando di Maarten Schenck van Nydeggen e di sir Roger Williams. Dopo due falliti tentativi di liberare la città dall'assedio degli spagnoli, le truppe olandesi si arresero il 28 giugno 1586 con la capitolazione ed il ritiro anche della guarnigione locale.
Secondo John Lothrop Motley, durante l'assedio che durò solo un giorno, vi fu un evento importante quando le truppe di Maarten Schenck e Roger Williams giunsero nei pressi di Venlo per assistere la guarnigione olandese. Quella notte circa 170 soldati olandesi e inglesi guidati da Schenck e Williams, attraversarono le linee nemiche, uccisero diversi soldati spagnoli e raggiunsero persino l'ingresso della tenda del principe Farnese, uccidendo il suo segretario e la sua guardia personale. L'accampamento venne a quel punto allertato e le truppe di Schenck fuggirono verso Wachtendonk, inseguite da 2000 soldati spagnoli. Nella fuga, quasi metà delle truppe di Maarten Schenck vennero uccise o fatte prigioniere.
Dopo la cattura di Venlo, a metà luglio del 1586, l'esercito spagnolo guidato dal principe Farnese circondò la città di Neuss, importante fortezza dei protestanti nell'elettorato di Colonia, come parte del progetto di supporto dato dagli spagnoli ad Ernesto di Baviera, impegnato nella guerra di Colonia.
La città rimase nelle mani degli spagnoli ed il 21 maggio 1597 il principe Maurizio di Nassau tentò di catturarla di sorpresa, ma l'operazione fallì per le enormi difese predisposte in città dagli spagnoli e per il supporto della popolazione alla guarnigione locale. Nel 1606 vi fu un altro tentativo guidato da Federico Enrico d'Orange che si rivelò un ulteriore fallimento.